# Rafael Chávez Torres
Rafael Chávez Torres fue un compositor costarricense, director general de la banda militar de San José y autor del célebre "Duelo de la Patria".

## Vida y familia
Rafael Chaves Torres fue bautizado según documento de bautizo, el 8 de febrero de 1843 como Juan Rafael Torres, hijo natural de Lorenza Torres, en San José, Costa Rica, y falleció en 1907. Se casó el 10 de mayo de 1874, ya con el apellido Chavez Torres, hijo natural de Lorenza Torres, en el Carmen, San José, Costa Rica con Manuela Ramona Quirós Marín, que fue bautizada el 7 de diciembre de 1847, en San José, Costa Rica y fallecida el 10 de mayo de 1898, en el Carmen, San José, Costa Rica, hija del general Pedro Quirós Jiménez designado de la presidencia y de su primera esposa Bernarda Marín Segura.

## Formación y carrera musical

### Formación
Desde 1854 realizó estudios de música con Damián Dávila, profesor de música de la escuela municipal de Alajuela y de la capilla de la Catedral de Alajuela y con José María Martínez, director de bandas militares, (?-1852) con estudios musicales en España.

### Carrera musical
Inició sus actividades musicales en 1859. Formó parte de la banda militar de Heredia. En 1867 fue nombrado director de la banda militar de Cartago, donde estableció una escuela de solfeo. Fue director de la banda militar de San José, sustituyendo a Manuel María Gutiérrez Flores, en 1887. Fue promovido a director general de la banda militar de San José, hasta su muerte.

## Obras de su composición musical
Es autor y compositor de varias marchas militares, valses, mazurcas e himnos, tales como:
- El Duelo de la Patria que fue ejecutado por primera vez en el funeral del general Tomás Guardia Gutiérrez y que ha sido ejecutado numerosas veces durante la Semana Santa Guatemalteca y Costarricense, siendo mucho más apreciada en turnos de alto honor dependiendo la ubicación de la misma.Cabe resaltar también, que es parte del soundtrack de la serie Historias de Accidentes, en la segunda temporada para el episodio número 5: "Y el Virilla se tiño de rojo...", que narrá el accidente férreo de 1926 en el Río Virilla.[4]
- Un vals ejecutado en el concierto de la Exposición Nacional, San José, Costa Rica el 15 de septiembre de 1886.[5]
- «Carlota»
- «Clemencia»
- «Cristina»
- «El Calvario»
- «El Coronel»
- «El general Fernández»
- «El Sepulcro»
- «El triunfo civil»
- «Fantasías»
- «Julia»
- «La Despedida»
- «Marchamos a la guerra»
- «Viva Esquivel»
- «Homenaje religioso»